# Club Deportivo Móstoles U.R.J.C.
El Club Deportivo Móstoles Universidad Rey Juan Carlos (antes, C. D. E. El Soto, C. D. Juventud de Móstoles y C. D. Juventud URJC Móstoles) es un club de fútbol español con sede en Móstoles, en la Comunidad de Madrid. Fundado el 14 de junio de 1996, como C. D. E. El Soto, juega en la Segunda Federación. Disputa sus partidos en el Estadio El Soto desde el año 2012. El color que identifica al club es el azul, color usado en la primera equipación desde el año 2012.

## Historia
Fue fundado el 14 de junio de 1996 por Alfredo J. González con la denominación C. D. E. El Soto, vinculado a la Asociación de Vecinos de El Soto de Móstoles. El 28 de mayo de 1999, se desvincula de dicha asociación y pasa a denominarse C. D. Juventud de Móstoles. El 22 de agosto de 2005 se firma un convenio de colaboración con la Universidad Rey Juan Carlos y pasa a denominarse C. D. Juventud U. R. J. C. Móstoles.
Octavo clasificado en la temporada 2011-12 dentro de la Regional Preferente, este club en 2012 cambió a C. D. Móstoles U. R. J. C. permutando sus colores originales, camiseta roja con pantalón azul, consiguiendo al término de la temporada 2013-14 ascender a Tercera División.
En 2016, el club firma un convenio de colaboración con la Fundación Iker Casillas.
En la temporada 2020-21 el Club consigue ascender a la categoría 2.ª Federación ganando a la E. D. Moratalaz en la final de la eliminatoria de ascenso. En la temporada 2021-22 el Club descendió a la categoría 3.ª Federación en la última jornada por diferencia de goles con la Gimnástica Segoviana. En la temporada 2022-23 el Club volvió a jugar play-off de ascenso a 2.ª Federación, cayendo eliminado por el RSC Internacional (Real Madrid C.F. "C") en la primera eliminatoria.
En la temporada 2023-24 aunque solo fue 2.º en el grupo VII de la Tercera Federación consiguió el ascenso a Segunda Federación, ocupando la plaza del Elemental Ursaria, descendido por impagos y cuya deuda debió asumir el Móstoles.
El 30 de octubre de 2024 el equipo debuta en Copa del Rey ante el Burgos C. F. de la Segunda División. El partido finalizó con victoria del equipo castellanoleonés.

## Trayectoria histórica

### Temporadas
| Temporada | Nivel | División | Puesto    | Copa del Rey |
| --------- | ----- | -------- | --------- | ------------ |
| 2005-06   | 8     | 3.ª Cat. | 1.º       |              |
| 2006-07   | 7     | 2.ª Cat. | 5.º       |              |
| 2007-08   | 7     | 2.ª Cat. | 3.º       |              |
| 2008-09   | 7     | 2.ª Cat. | 3.º       |              |
| 2009-10   | 6     | 1.ª Cat. | 9.º       |              |
| 2010-11   | 6     | 1.ª Cat. | 3.º       |              |
| 2011-12   | 5     | Pref.    | 8.º       |              |
| 2012-13   | 5     | Pref.    | 3.º       |              |
| 2013-14   | 5     | Pref.    | 1.º       |              |
| 2014-15   | 4     | 3.ª      | 15.º      |              |
| 2015-16   | 4     | 3.ª      | 11.º      |              |
| 2016-17   | 4     | 3.ª      | 4.º       |              |
| 2017-18   | 4     | 3.ª      | 8.º       |              |
| 2018-19   | 4     | 3.ª      | 4.º       |              |
| 2019-20   | 4     | 3.ª      | 7.º       |              |
| 2020-21   | 4     | 3.ª      | 2.º / 3.º |              |
| 2021-22   | 4     | 2.ª RFEF | 14.º      |              |
| 2022-23   | 5     | 3.ª RFEF | 5.º       |              |
| 2023-24   | 5     | 3.ª RFEF | 2.º       |              |
| 2024-25   | 4     | 2.ª FED. |           | 1.ª ronda    |

Trayectoria según futbol-regional.es

## Uniforme
- Uniforme titular: Camiseta azul con detalles blancos, pantalón azul y medias azules.

| Titular | Alternativo | 1996 - 2012 |

## Estadio
Las obras del nuevo estadio comenzaron en 1973 y la inauguración fue el 25 de junio de 1974. El campo dispone de una capacidad para 14 000 espectadores.

## Palmarés

### Campeonatos nacionales
- Subcampeón de Tercera Federación (1): 2023-24 (Gr. VII).

### Campeonatos regionales
- Regional Preferente de Madrid (1): 2013-14 (Grupo 2).[6]
- Tercera Regional de Madrid (1): 2005-06 (Grupo 10) (como C. D. Juventud Móstoles URJC).[7]
- Copa RFEF (Fase Regional de Madrid) (4): 2014-15,[8] 2015-16,[9] 2019-20[10] y 2020-21.[11]
- Copa RFFM de Tercera División (2): 2019-20[12] y 2020-21.[13]
- Copa de Campeones de Preferente de Madrid (1): 2013-14.[14]

### Torneos amistosos
- Trofeo Estrella de Móstoles (1): 2018.[15]

### Palmarés del C. D. Móstoles URJC "B"
Campeonatos regionales
- Tercera Regional de Madrid (1): 2013-14 (Grupo 10).[16]
- Subcampeón de la Primera Regional de Madrid (1): 2016-17 (Grupo 4).[17]
- Subcampeón de la Segunda Regional de Madrid (1): 2014-15 (Grupo 8).[18]